# Querelle (film)
A Querelle vagy alternatív címén Querelle, szerződés az ördöggel, egy LMBT témájú 1982-ben bemutatott angol eredeti nyelvű NSZK–francia filmdráma Rainer Werner Fassbinder rendezésében, amely Jean Genet 1947-ben megjelent Querelle de Brest című regényén alapul, annak eredeti francia címe. A könyvet magyarul még nem adták ki, szó szerinti jelentése: A bresti Querelle vagy Querelle Brestből, hiszen a történet főszereplője Georges „Jo” Querelle, és a cselekménye Brestben játszódik. Ez a film volt Fassbinder utolsó alkotása, aki az utómunkálatokat és a film bemutatását már nem érte meg.
Magyarországon 1991. december 27-én mutatták be, kezdetben még eredeti nyelven, magyar felirattal.

## Készítették
- Rendező: Rainer Werner Fassbinder
- Írta: Jean Genet
- Forgatókönyvíró: Rainer Werner Fassbinder, Burkhard Driest
- Operatőr: Xaver Schwarzenberger, Josef Vavra
- Gyártásvezető: Rüdiger Lange

Magyar változat:
- Magyar szöveg: Molnár Anna
- Szinkronrendező: Rehorovszky Béla

## Szereplők
| Szerep                | Színész                         | Magyar hang (1996) |
| --------------------- | ------------------------------- | ------------------ |
| Georges „Jo” Querelle | Brad Davis                      | Epres Attila       |
| Seblon hadnagy        | Franco Nero                     | Balázsovits Lajos  |
| Lysiane               | Jeanne Moreau                   | Földi Teri         |
| Roger Bataille        | Laurent Malet                   | Kelemen István     |
| Robert                | Hanno Pöschl                    | Mihályi Győző      |
| Gil                   | Hanno Pöschl (kettős szerepben) | Pusztaszeri Kornél |
| Nono                  | Günther Kaufmann                | Buss Gyula         |
| Mario                 | Burkhard Driest                 | Ujlaki Dénes       |
| Theo                  | Neil Bell                       | Kárpáti Tibor      |
| Beszélő               |                                 | Borbély László     |

## Fogadtatás
1982. augusztus 31-én a Velencei Nemzetközi Filmfesztiválon még szakmai közönség előtt mutatták be a filmet, és az első magyar kritika ekkor vegyes fogadtatással született:
„A Querelle-t, Fassbinder utolsó, s már mások által befejezett (vágott) filmjét izgatott érdeklődés várta. Utóvédharcos volt ő is? Alig hisszük. Inkább felderítő, hol roppant tudatosan, hol vakmerőén előrohanó jövőkutató, mint meditáló visszavonuló. S a Querelle sem filmi végrendelet, bár nagy a kísértés ilyesminek tekinteni, talán azért is, mert leplezetlenül a homoszexualitást állítja a középpontba. Tehát nemcsak a film mélyrétegeit, hangulatát, utalásrendszerét hatja át, hanem a „szemmel látható”, a felszíni történet is „erről szól”. Fassbinder a huszadik századi francia irodalom egyik szent szörnyetegének, Jean Genet-nek a regényét használta fel filmjéhez. [...] Brest kikötőjében vagyunk, itt horgonyoz a Vengeur (Bosszúálló) nevű hadihajó. Ennek egyik matrózát, Joseph Querelle-t előbb megzsarolja, majd szeretkezésre készteti (inkább hidegen „magáévá teszi”) a kikötői mulató néger csaposa. Querelle-be minden férfi szerelmes, a rendőrfőnöktől a kapitányig, ő maga nem homoszexuális: mintegy könyörületből válik azzá. Végül úgy érzi, ez a homoszexuális könyörület, a brutális (mert tudatosan annak ábrázolt) aktus emeli át egy magasabb rendű, szeretetet sugárzó létbe. Querelle gyilkol, majd a barátságnak a lobogó tüze érinti meg, mikor összekerül egy másik (homoszexuális) gyilkossal. Érzelmi fejlődésének csúcspontjaként elárulja, feladja barátját, s így a barátság, a szerelem elárulásával jut el a barátság és a szerelem teljes átéléséhez. Mindez kicsit szofisztikus és didaktikus. A képi megvalósítás csak növeli zavarunkat. Ily nagyfokú díszletvalóság, filozófiától, irodalomtól roskadozó megannyi képsor egyrészt lenyűgöző, másrészt – kicsit paradox módon – hiányérzetet kelt, a végeredmény súlytalannak, semmitmondónak tetszik. Egy ponton túl a mesterkéltség komikuma lep meg, hívatlan vendég, kellemetlen érzés. A személytelen kommentárhang mellett a film egyetlen női szereplője, Jeanne Moreau értelmezi még a látottakat. Miközben végignézi szeretője maszturbálását, irodalmiasan elmélkedik egy sort a férfi-lét tragédiájáról. [...] Bár nem a filmhez, de a fesztiválhoz tartozik a zsűrielnök Marcel Carné látványos gesztusa a díjkiosztáskor. Az idős mester bejelentette, hogy zsűritársaival ellentétben ő korszakos jelentőségűnek tartja a Querelle-t, s fájlalja, hogy leszavazták. [...] A Querelle végül is nagy és súlyos szcenikai látvány: nehézkesen gördülő irodalmiasságával, soha nem látott stilizált művilágával végül is annyit mond, hogy az ember magányos lény, s ezen csak a bűn, a bűnből virágzó barátság, a könyörtelen és könyörületes homoszexualitás, a férfi-testiség látszik segíteni, ám legvégül a magány diadalmaskodik.”
Magyarországi bemutatójára 1991. december 27-én filmszínházban került sor, kezdetben még eredeti nyelven, magyar felirattal. Ekkor már kedvezőbb volt a film hazai fogadtatása:
„Tíz évvel ezelőtt a halál lezárta Rainer Werner Fassbinder művészetét. Harminchét éves volt, amikor befejezte a Querelle, szerződés az ördöggel című filmjét. Ezen utolsó alkotását Magyarországon alig egy éve mutatták be. Furcsa, steril – látványosan mesterséges – környezetben játszódik a szerelem és szabadság szélsőséges megmutatkozása. Előbbi a homoszexualitás bonyolult érzelmeit boncolja igen provokatív képekkel; utóbbi pedig a gyilkosság felszabadító „élményén” keresztül kap magyarázatot. A rendező Jean Genet regénye alapján forgatta filmjét. Genet és Fassbinder találkozása megdöbbentő hatású. Két sarkkövet jelölnek ki mindketten; a homoszexualitást és a gyilkosságot. Nem könnyű rávenni a nézőt, hogy e két fogalom pozitív tartalmait tudomásul, sőt, egyáltalán észre vegye. A német filmművészet gyakran mutat a társadalomból kivetett hősöket; tehát tesz fel morális kérdéseket egyén és társadalom önmagára vonatkoztatott felelősségéről. A Querelle jól illeszkedik e sajátos nemzeti tematikába, de újat is hozott. Ahogyan Veress József írja: a Querelle „impozáns homoszexuális szimfónia”.”
A magyar szinkronra 1996. március 9-éig várni kellett, amikor szombat esti vetítéssel, a 100 éves a mozi sorozatban 23:35-ös kezdéssel az m1 adó sugározta.
„Igazából nem Querelle figurája az érdekes, hanem az a viszonyháló, ami őt körülveszi [...] Ha ez a tiszt-figura nem volna, akkor nem tudom, mi lenne, de hát benne van Genet könyvében, és Fassbinder is nagyszerűen jeleníti meg, minden más ennek a háttere és mellékútja, amelynek a végén ez a viszony tökéletesen népmesei módon, happy enddel zárul. A Querelle szinte az egyetlen Fassbinder-film, ami hihetetlen módon happy enddel zárul. És hogy mitől őrülünk meg Querelle-től? Mert ő a vágyak tárgya, és ezt szinte bármilyen színész eljátszhatta volna. Persze a törékenysége nagyon fontos, a kiszolgáltatottságnak és a veszélyességnek ez a keveréke, egyáltalán, az ellentmondásosság. Attól is népmesei, hogy van egy hős, akire már várunk. Ahová és amikor megérkezik, ott már minden viszony túlontúl bonyolult, túl ellentmondásos, de unalmasan az, mert már régóta nyúzzák egymást a szereplők, mindenki elfáradt a másiktól, hihetetlenül vágynak a friss húsra. Ráadásul, ha beindul egy ilyen vágy-kör, utána presztízskérdés lesz megszerezni azt a tárgyat. Elég már az is, ha egy fontos ember számára izgalmas lesz a tárgy. Itt az egyetlen női szereplő figyel fel rá, s mivel Querelle a nő szeretőjének az öccse, már eleve kiemelt helyzetben van. Lysiane-nal együtt figyel föl rá a férje, Nono, a kocsma tulajdonosa. Hogy miért pont rá, amikor ezer matróz fordul meg nála? Ez az isteni kiválasztottság, ami benne van minden mitikus hősben. De nézhetjük a visszájáról is: ha valaki elkezdi vagy újrakezdi az életét, egy új városban vagy egy új korszakban, például a kamaszkorban, ugyanezt élheti át. Belép, és akkor valami elkezdődik körülötte. Ez a másik oldala annak a helyzetnek, amikor egy régi társaságban jelenik meg egy új ember, aki azonnal erős érzelmeket, vágyakat vált ki, szinte megvadulnak tőle. De ettől független a tiszt és Querelle viszonya, hiszen az már korábban exponálódik. S a hajó kikötésének háttérvihara hozza meg a happy endet. Azért lehetséges az egymásra találás, mert Querelle átesik a beavatáson. Vadászat indul, amelyben ő a préda, de olyan préda, akire vadászni veszélyes. A matróz megölése, ami egyébként teljesen indokolatlan, csak arra kell, hogy ez kiderüljön. Egyébként nagyon jó, hogy a fő szál háttere egy szövevény, egy erdő, hogy futnak itt mellékszálak, mellékfigurák, mivel ebben a hálóban izgalmasabbá válik a példázat. Mindez persze Genet-ben is benne van, de Fassbindernél is mindig ilyesmit érzékelek: mindegyik filmje kicsit erdőszerű, rengeteg szereplőt mozgat, s mindig példázatra törekvő, világos üzenet alakul ki a film végén, de nem ebből a példázatból áll maga a film. Ez egy egymástól független történeteket rezgető háló, közepén a célkereszttel, ez a népmesei, példázatos jelleg marad meg a nézőben a film megnézése után. Közben, persze, nem példázatot néz és lát az ember, de ha egy év múlva visszagondol rá, akkor igen.”

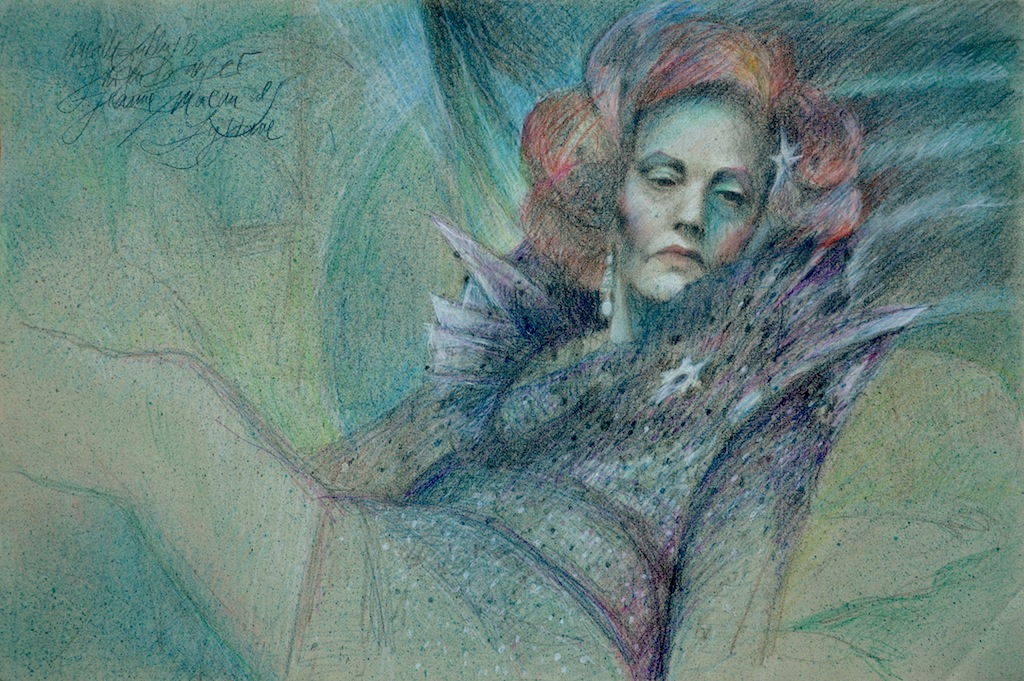
Jeanne Moreau mint Lysiane

„Fassbinder utolsó alkotása, a Querelle, ami a posztmodern film egyik alapművévé vált.” „Querelle férfihősei az integritást, magabiztosságot, hatalomgyakorlást előíró férfiszerep elől térnek ki, a stabil identitást mint hatalmi pozíciót függesztik fel, amikor szimbolikusan vagy valóságosan kasztráltatják magukat ([...], Querelle hátsóját kínálja fel Nonónak) az ördögi másikkal kötött szerződésük következményeként.” „Az életmű utolsó darabja, a Querelle [...] egy stilizált térben és időben játszódó, társadalmi viszonylatoktól megfosztott történet, amelyet már tisztán csak a szexuális vonzalmakat, a vágyat jellemző hatalmi viszonyok mozgatnak. [...] A tekintély és uralom hagyományos megszemélyesítője, Seblon, a hajó kapitánya, amelyen Querelle szolgál, kizáródik a szexualitás és minden más történés köréből, a szemlélő passzív szerepére kárhoztatódik, így Querelle ön-eltárgyiasításának már nincs semmiféle felforgató ereje. [...] A hatalom részben átkerült a nézőtől a nézetthez, a tekintettől a képhez. Aki vonzó, csábító képpé tud változni, az gyakorol uralmat a másik felett, ugyanakkor az átható s nem csupán voyeurisztikus, megfigyelő, kontrolláló tekintetben rejlő követelő szexuális vágy hatalmat jelent. Querelle a Feria bárba való belépését követően Mario és Nono tekintetének kereszttüzébe kerül, s mindkét férfi tekintete megbabonázza, nem tud kikerülni bűvkörükből. [...] A matróz tehát a rendőr társadalmi szerepében jelöli meg Mario hatalmának forrását, a rendezés viszont a tekintetre és a fetisisztikus ruházatra helyezi a hangsúlyt: Mario ereje, hogy egyszerre bír átható tekintettel és válik férfias keménységet sugárzó képpé. Amikor Querelle aláveti magát Nono és Mario hatalmának, mégsem válik áldozattá, mert eltűnt a morális, társadalmi és szexuális törvény, aminek kiszolgáltatva áldozattá válhatna. Az alávetettség és uralom a dinamikusan váltakozó szexuális kapcsolatokban a test megtapasztalásának módja, ami nélkülözi a korábban rá nehezedő ideológiai súlyokat. A férfi identitást alkotó hatalmi potenciál, ami a pénisszel együtt jár, a másik testbe való behatolás képessége és joga, puszta lehetőséggé válik, amelyről le lehet mondani, cserébe viszont a testi alávetettség és fizikai fájdalom megtapasztalása jár, ami Fassbinder filmjében nem szolgaságot, áldozattá válást, csupán a férfilét határainak kiterjesztését jelenti az esszencialista módon felfogott női szerepekkel járó önátadás egyszerre vágyott és félt tartományába.”

## Díjak és jelölések
Velencei Nemzetközi Filmfesztivál (1982)
- jelölés: Arany Oroszlán díj

Arany Málna díj (1984)
- jelölés: legrosszabb filmzene
- jelölés: legrosszabb „eredeti” dal (Peer Raaben két dala)